# لیگ برتر فوتبال استونی ۲۰۱۹
لیگ برتر فوتبال استونی ۲۰۱۹ (انگلیسی: 2019 Meistriliiga) بیست و نهمین فصل لیگ برتر فوتبال استونی است که با قهرمانی باشگاه فوتبال فلورا تالین به پایان رسیده‌است.

## جدول لیگ
| رتبه | تیم                   | بازی | برد | مساوی | باخت | گل زده | گل خورده | گل تفاضل | امتیاز | صعود یا سقوط                                 |
| ---- | --------------------- | ---- | --- | ----- | ---- | ------ | -------- | -------- | ------ | -------------------------------------------- |
| ۱    | فلورا تالین (C)       | ۳۶   | ۲۹  | ۳     | ۴    | ۱۱۰    | ۲۱       | ۸۹+      | ۹۰     | صعود به مرحله اول انتخابی لیگ قهرمانان اروپا |
| ۲    | لوادیا تالین          | ۳۶   | ۲۴  | ۶     | ۶    | ۹۸     | ۳۲       | ۶۶+      | ۷۸     | صعود به صعود به مرحله اول انتخابی لیگ اروپا  |
| ۳    | نومه کالیو            | ۳۶   | ۲۲  | ۱۱    | ۳    | ۷۹     | ۳۴       | ۴۵+      | ۷۷     | صعود به صعود به مرحله اول انتخابی لیگ اروپا  |
| ۴    | پایده لینامیسکوند     | ۳۶   | ۲۳  | ۵     | ۸    | ۷۸     | ۳۰       | ۴۸+      | ۷۴     | صعود به صعود به مرحله اول انتخابی لیگ اروپا  |
| ۵    | تارتو تامکا           | ۳۶   | ۱۴  | ۷     | ۱۵   | ۵۷     | ۶۲       | ۵−       | ۴۹     |                                              |
| ۶    | ناروا ترانس           | ۳۶   | ۱۳  | ۹     | ۱۴   | ۵۷     | ۴۹       | ۸+       | ۴۸     |                                              |
| ۷    | ویلیاندی تولویک       | ۳۶   | ۷   | ۷     | ۲۲   | ۳۵     | ۷۵       | ۴۰−      | ۲۸     |                                              |
| ۸    | تالینا کالو           | ۳۶   | ۶   | ۶     | ۲۴   | ۲۹     | ۸۹       | ۶۰−      | ۲۴     |                                              |
| ۹    | کورساره (O)           | ۳۶   | ۶   | ۵     | ۲۵   | ۲۴     | ۸۷       | ۶۳−      | ۲۳     | پلی‌آف سقوط                                   |
| ۱۰   | ماردو لینامیسکوند (R) | ۳۶   | ۴   | ۵     | ۲۷   | ۳۰     | ۱۱۸      | ۸۸−      | ۱۷     | سقوط به لیگ دسته اول فوتبال استونی           |

## پلی‌آف سقوط
| ۱۶ نوامبر ۲۰۱۹ | وارپوس    | ۱–۴   | کورساره                                              | پارنو                                                              |
| ۱۳:۰۰ (UTC+۲)  | سارتس ۲۳' | گزارش | Pajunurm '۴۳ · Opp ۵۱' · Komissarov ۶۶' · Seeman ۶۸' | ورزشگاه: Pärnu Rannastaadion تماشاگران: ۳۴۴ داور: Joonas Jaanovits |

| ۲۳ نوامبر ۲۰۱۹ | کورساره      | ۱–۲   | وارپوس                 | کورساره                                                                  |
| ۱۳:۰۰ (UTC+۲)  | Pajunurm '۲۳ | گزارش | Grahv ۶۰' · Saarts ۷۵' | ورزشگاه: Kuressaare kunstmurustaadion تماشاگران: ۱۹۴ داور: Kristo Tohver |